# Martin-Luther-Kirche (Markkleeberg)

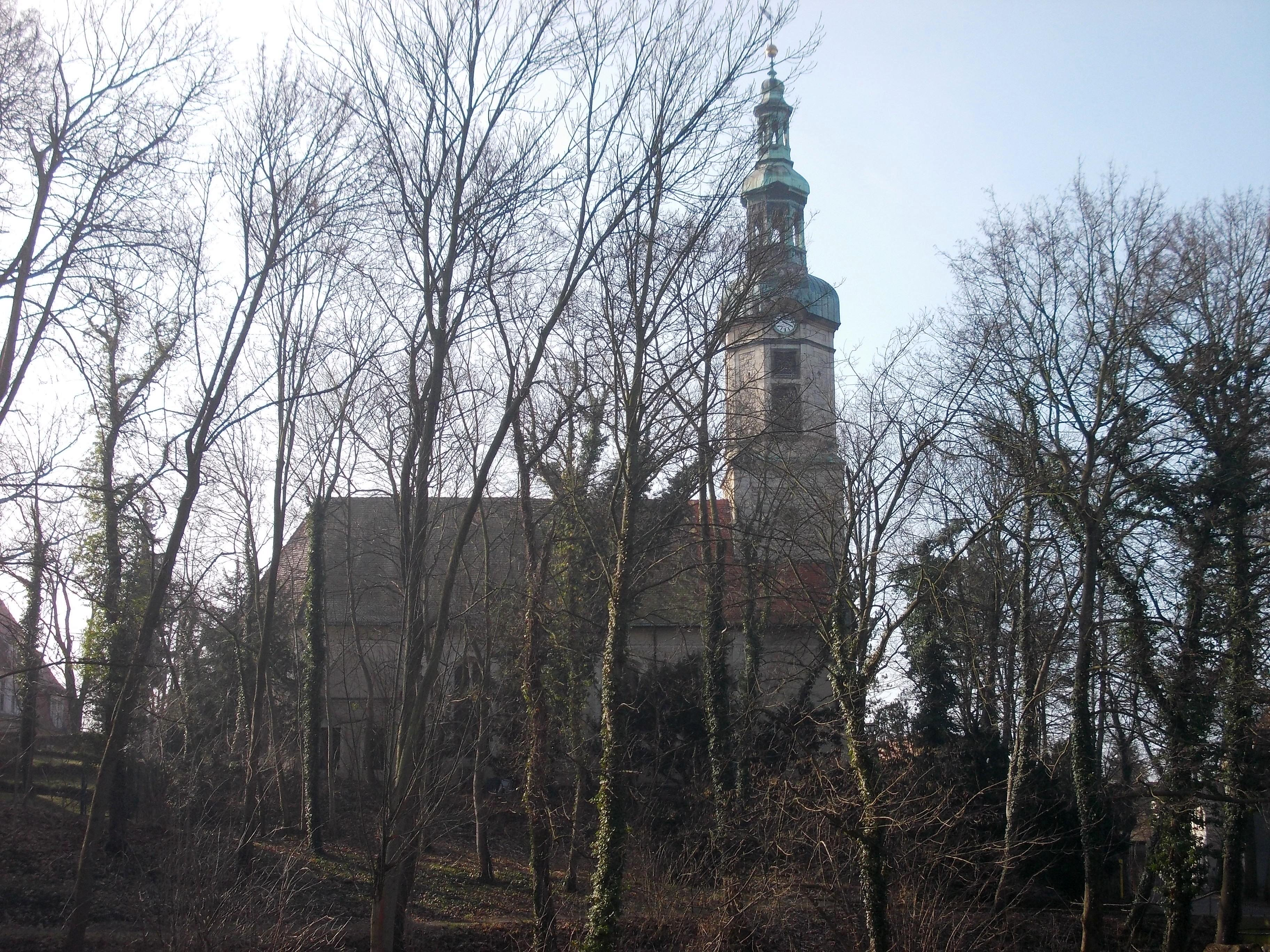
Von Norden

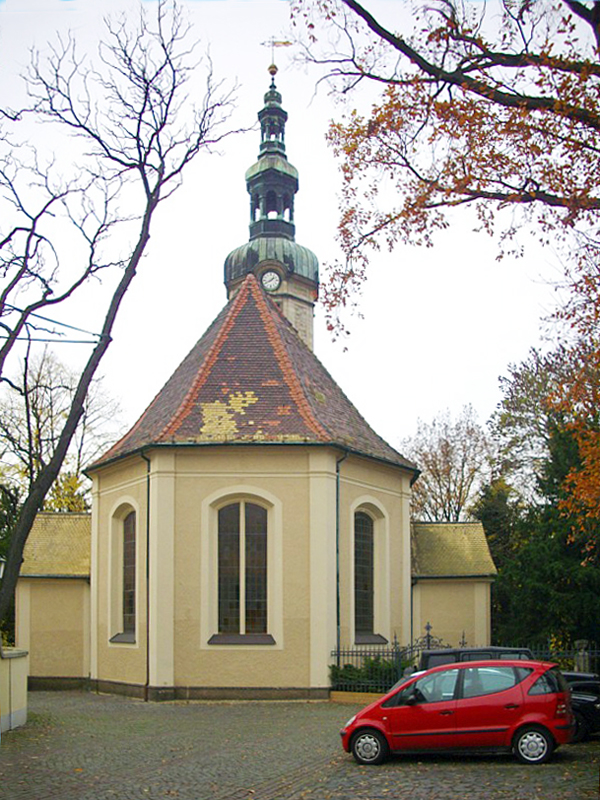
Von Osten

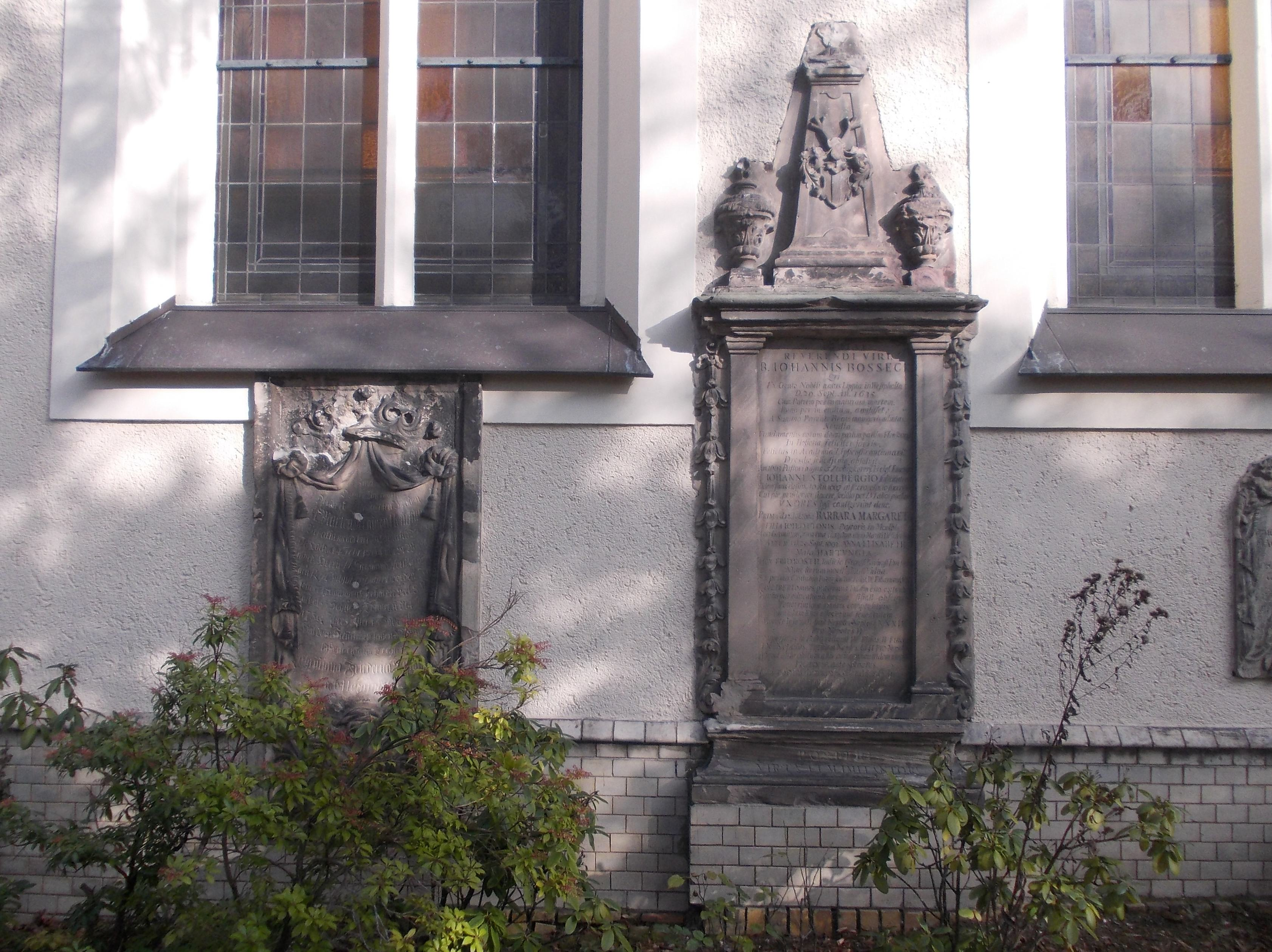
Epitaphien Außenwand

Die Martin-Luther-Kirche Markkleeberg ist ein Kirchengebäude der Evangelisch-Lutherischen Landeskirche Sachsens in Markkleeberg, einer Großen Kreisstadt im Landkreis Leipzig im Freistaat Sachsen. Die Kirche liegt in der Ortsmitte des einstigen Dorfes Gautzsch.

## Geschichte und Architektur
Eigentümer von Gautzsch waren nacheinander die Familien von Pflugk, Gehofen und Dieskau, die auch größtenteils hier residierten, an die aber im Ort wenig erinnert. Sie spielten eine teils bedeutende Rolle im politischen Geschehen. Im Jahr 1713 kaufte der Leipziger Ratsbaumeister, Kammer- und Kommerzienrat Wolfgang Jöcher den Besitz und baute unter künstlerischer Leitung des sächsischen Landbaumeisters David Schatz Herrensitz, Dorf und Kirche (1717–1718) in Gautzsch weitgehend neu auf. Die Kirche, die im Stil des Hochbarock gehalten ist, besitzt ein rechteckiges flachgedecktes Schiff mit dreiseitigem Ostschluss. Dort fügen sich Logenanbauten an und an der Westseite befindet sich der hohe schmuckvolle Barockturm. Der Bau wurde 1902/1903 durch den Architekten Julius Zeißig vergrößert und der Turm originalgetreu wiederaufgebaut. 1934 erhielt sie den Namen Martin-Luther-Kirche.
Das Innere des Kirchenschiffs ist durch an drei Seiten umlaufende Emporen und einen barocken Kanzelaltar geprägt. Dieser wurde 2006 restauriert. 
Im Mai 2024 wurden die hellen Altarfenster, die seit der Zerstörung der ehemaligen farbigen Fenster im Zweiten Weltkrieg als Notverglasung dienten, durch Buntglasfenster ersetzt. Der Leipziger Grafiker Matthias Klemm gestaltete sie entsprechend des Namens der Kirche mit Bibelsprüchen von Martin Luther.
Bemerkenswert ist die Marmorbüste von Otto von Dieskau. Die Kirchgemeinde hat etwa 2400 Mitglieder (Stand 2020).

## Orgel
Die am 2. November 2014 geweihte Orgel wurde von Fischer + Krämer gebaut. Sie war die erste Orgel in Sachsen, die mit der MIDI-Technik ausgerüstet war. Der historische Prospekt wurde um seitliche Anbauten ergänzt. Die Orgel mit 1.930 Pfeifen hat folgende Disposition:
| I Hauptwerk C–a3 |              |       |
| 1.               | Bourdon      | 16′   |
| 2.               | Principal    | 8′    |
| 3.               | Rohrflöte    | 8′    |
| 4.               | Gambe        | 8′    |
| 5.               | Octave       | 4′    |
| 6.               | Spitzflöte   | 4′    |
| 7.               | Quinte       | 2 ⁄3′ |
| 8.               | Octave       | 2′    |
| 9.               | Cornet II–IV | 4′    |
| 10.              | Mixtur IV    | 1 ⁄3′ |
| 11.              | Trompete     | 8′    |
|                  | Tremulant    |       |

| II Schwellwerk C–a3 |            |        |
| 12.                 | Principal  | 8′     |
| 13.                 | Gedackt    | 8′     |
| 14.                 | Salicional | 8′     |
| 15.                 | Unda maris | 8′     |
| 16.                 | Octave     | 4′     |
| 17.                 | Holzflöte  | 4′     |
| 18.                 | Nasat      | 2 ⁄3′  |
| 19.                 | Waldflöte  | 2′     |
| 20.                 | Terz       | 1 3⁄5′ |
| 21.                 | Sifflöte   | 1′     |
| 22.                 | Mixtur III | 2′     |
| 23.                 | Oboe       | 8′     |

| Pedal C–f1 |          |     |
| 24.        | Violon   | 16′ |
| 25.        | Subbaß   | 16′ |
| 26.        | Octave   | 8′  |
| 27.        | Gedackt  | 8′  |
| 28.        | Baßflöte | 4′  |
| 29.        | Posaune  | 16′ |

- Koppeln: II/I, I/P, II/P
- Nebenregister: Zimbelstern, Tremulant
- Spielhilfen: elektronische Setzeranlage, MIDI, Video

## Glocken
Das Geläut besteht aus drei Bronze-Glocken, welche die Firma Franz Schilling Söhne in Apolda im Jahr 1964 gegossen hat.
| Glocke | Name         | Schlagton | Inschrift                   |
| ------ | ------------ | --------- | --------------------------- |
| 1      | Sterbeglocke | es′+6     | „geduldig in Trübsal“       |
| 2      | Gebetsglocke | f′+7      | „Haltet an im Gebet“        |
| 3      | Taufglocke   | as′+6     | „Seid fröhlich in Hoffnung“ |